# Philiris sibatanii
Philiris sibatanii är en fjärilsart som beskrevs av Sands 1979. Philiris sibatanii ingår i släktet Philiris och familjen juvelvingar. Inga underarter finns listade i Catalogue of Life.